# Onze-Lieve-Vrouw-en-Sint-Antoniuskerk

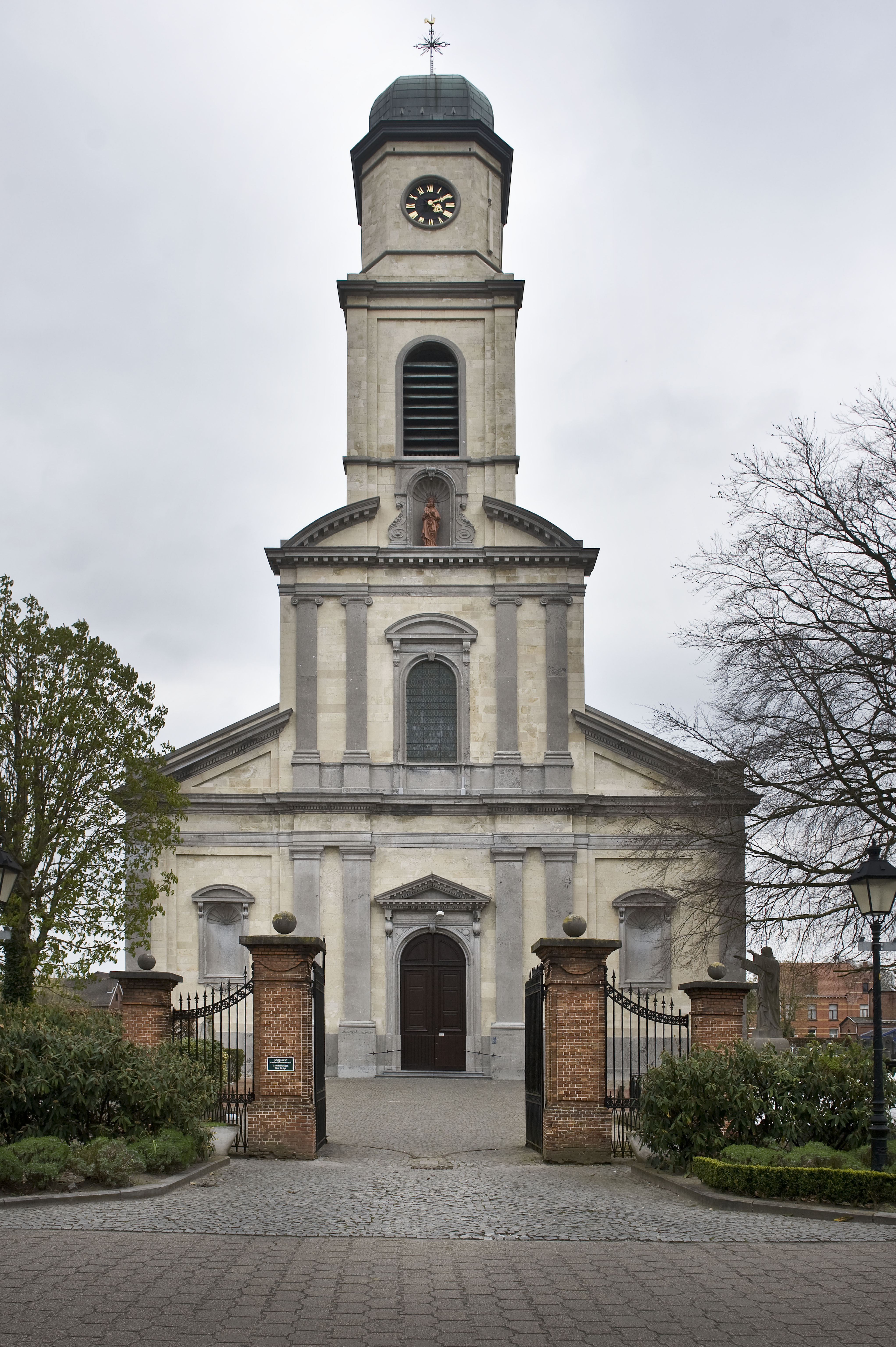
Onze-Lieve-Vrouw-en-Sint-Antoniuskerk

De Onze-Lieve-Vrouw-en-Sint-Antoniuskerk is de parochiekerk van de Oost-Vlaamse plaats Nazareth, gelegen aan Dorp.

## Geschiedenis
Een legende vermeldt dat een verdwaalde ridder in 1240 overvallen werd door een onweer. Hij beloofde aan Onze-Lieve-Vrouw om een kapel te bouwen ter ere van Onze-Lieve-Vrouw van Nazareth. Onmiddellijk klaarde de hemel uit en de ridder hield woord en bouwde een kapel. In werkelijkheid werd de parochie gesticht door de Doornikse bisschop Walter van Marvis. Ook hier vermeldt de legende dat hij een visioen van Onze-Lieve-Vrouw zou hebben gehad. De kapel ontwikkelde zich tot parochiekerk. Omstreeks deze tijd begonnen de ontginningen van het Scheldeveld, leidende tot de stichting van het dorp, rondom de kerk en een vierkant dorpsplein.
Er ontstond een kruiskerk met achtkante vieringtoren, welke in 1688 aan de westzijde en in 1718 aan de zuidzijde werd uitgebreid. De kerk werd op 19 februari 1860 getroffen door blikseminslag en brandde uit, waarbij ook vrijwel alle kerkmeubilair verloren ging.
Een nieuwe kerk werd gebouwd naar ontwerp van Edmond de Perre-Montigny. Deze, in neobarokke stijl uitgevoerde, kerk werd in 1864 in gebruik genomen.

## Ommegang
De kerk is een centrum van Mariadevotie, en in 1876 werd een Maria-ommegang door de straten van het dorp aangelegd, die gewijd was aan de 15 geheimen van de rozenkrans. Dit leidde tot de bouw van een 13-tal kapelletjes, daar het eerste en het laatste geheim afgebeeld werden op de glas-in-loodramen in de kerk, die tevens het begin- en eindpunt van de ommegang vormde. De kapelletjes bevatten oorspronkelijk gekleurde kartonplaten, maar in 1904 werden ze voorzien van gepolychromeerde beeldengroepen. Sommige kapelletjes verdwenen door wegverbredingen en dergelijke, maar dan werden er nieuwe kapelletjes gebouwd waarin de originele beeldengroepen weer werden teruggeplaatst. Elk jaar op 8 september wordt een miraculeus Mariabeeld door de straten gedragen, waarbij de rozenkrans wordt gebeden en liederen worden gezongen. Deze traditie zou al omstreeks 1400 zijn ontstaan.

## Gebouw
Het betreft een georiënteerde basilicale kruiskerk met driebeukig schip en een vierkante, ingebouwde westtoren. Het koor heeft een driezijdige afsluiting. De zuidelijke transeptarm leidt naar het Onze-Lieve-Vrouwealtaar waar het miraculeuze Mariabeeld wordt vereerd.
De merkwaardige westgevel is fraai uitgewerkt en heeft vier geledingen, versierd door onder andere driehoekige, ronde en gebroken frontons. De gevel loopt uit in de vierkante koepeltoren.

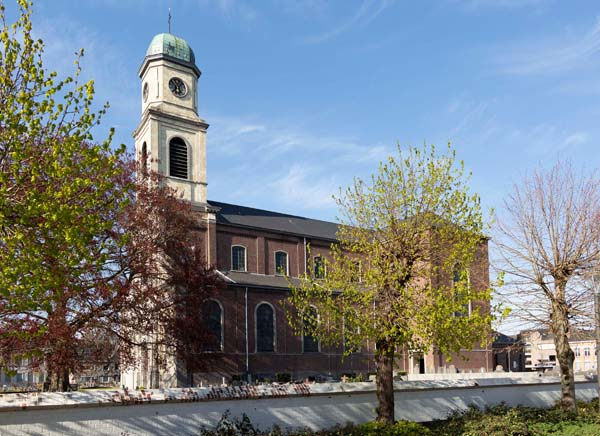
Exterieur
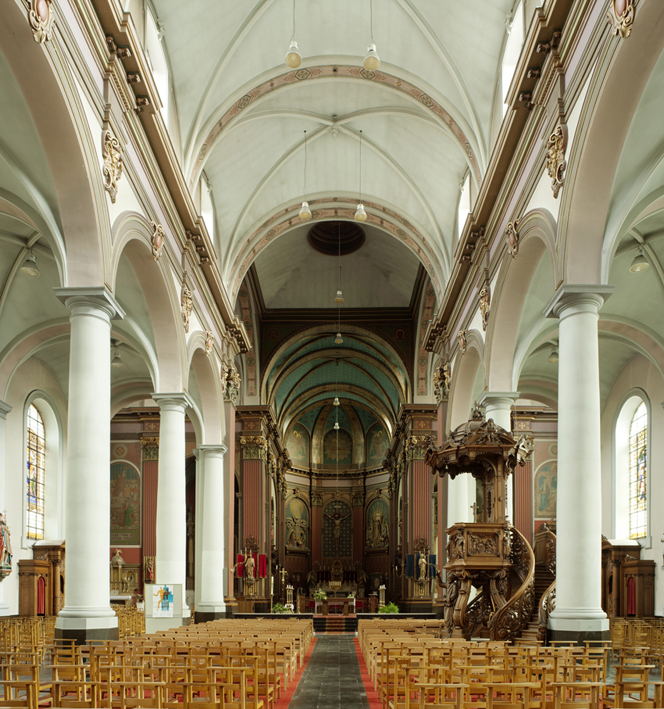
Interieur
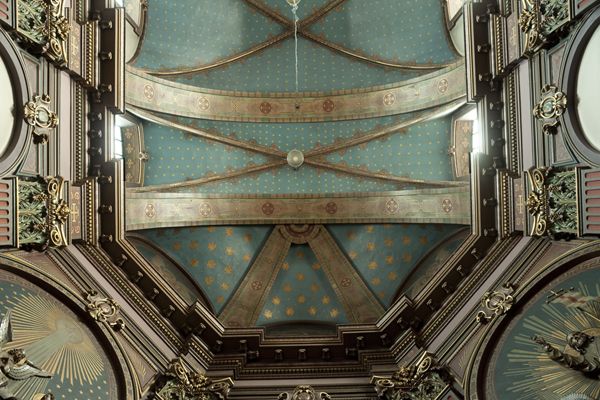
Overkapping
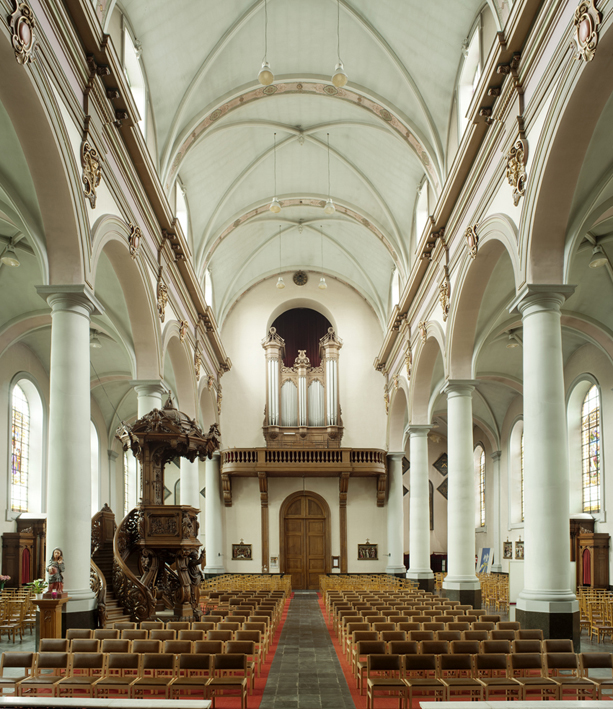
Interieur (zicht naar het orgel)
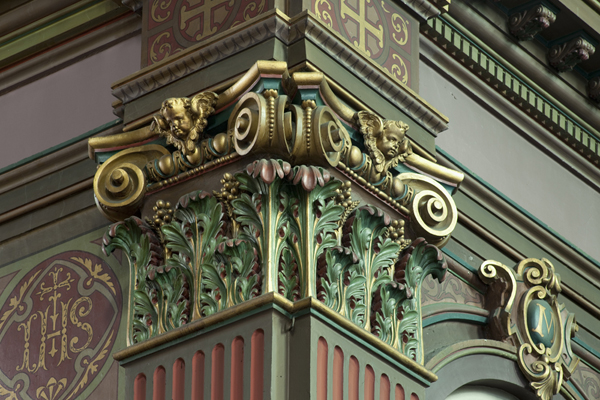
Interieur

## Interieur
De kerk bezit enkele oudere schilderijen zoals een Onze-Lieve-Vrouw met Kind schenkt de Rozenkrans aan de Heilige Dominicus Guzman, door Antoon van den Heuvel (1634) en een Bekoring van de Heilige Antonius Abt uit de 17e eeuw, door iemand uit de Vlaamse School.

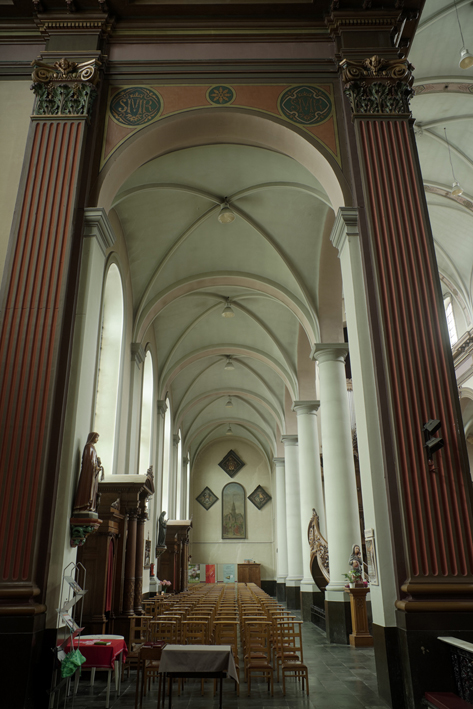
Zijbeuk
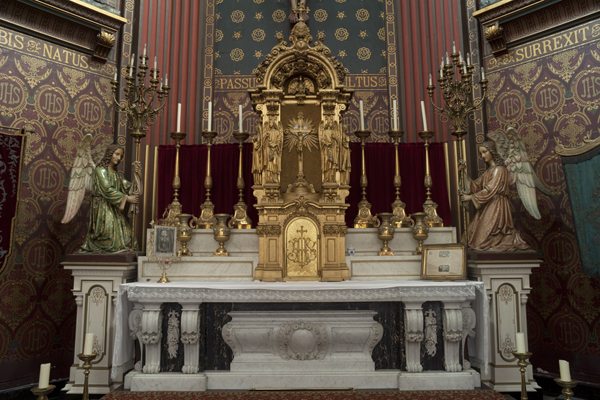
Altaar
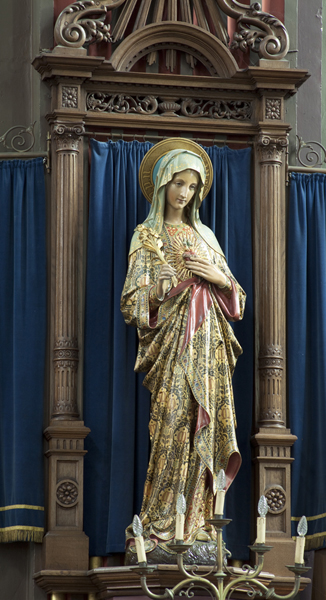
OL Vrouw
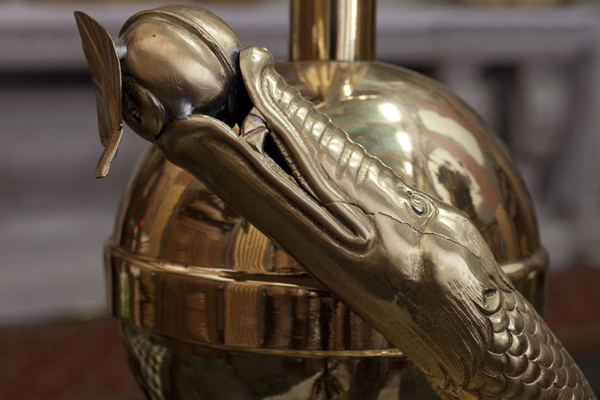
Doopvont (detail)
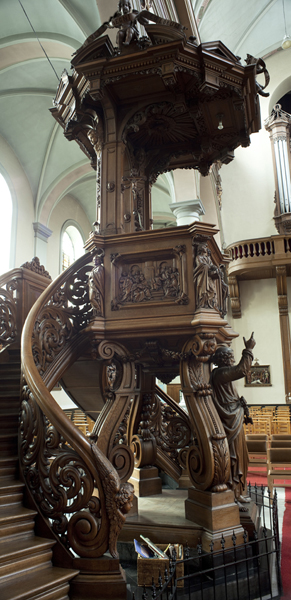
Preekstoel